# Stanko Marušić
Stanko Marušić (Mostar, 13. siječnja 1986.), bivši hrvatski nogometni vratar i nogometni trener iz Bosne i Hercegovine. 

## Karijera

### Igračka karijera
Nogomet je počeo igrati u omladinskoj školi NK Široki Brijeg. Za reprezentaciju BiH do 17 godina, kao igrač Širokog Brijega, zabilježio je tri nastupa. Iz matičnog kluba odlazi u Imotski, a zatim u mlađe selekcije zagrebačkog Dinama gdje je igrao za juniorsku momčad. Iz Dinama odlazi u vinkovačku Cibaliju koja ga šalje na posudbu u NK Dilj koji u to vrijeme igra 2. HNL. Potom se vraća u Imotski.
Nakon sezone u Imotskom prelazi u, federalnog prvoligaša, Drinovce iz kojih prelazi u mostarski Zrinjski. Sa Zrinjskim postaje prvak BiH u sezoni 2008./09. nakon čega još jedanput nastupa za Imotski. Iz Imotskog odlazi u Slogu iz Uskoplja, a potom i u bugojansku Iskru gdje završava igračku karijeru.

### Trenerska karijera
Nakon igračke karijere bavi se trenerskim poslom. Bio je trener vratara u Mladosti iz Širokog Brijega. Voditelj je i trener u Školi nogometa HNK Biograci.

## Vanjske poveznice
- Profil na transfermarkt.com